# Rheomys
Genre
Rheomys est un genre de rongeurs de la famille des Cricétidés.

## Liste des espèces
- Rheomys mexicanus Goodwin, 1959
- Rheomys raptor Goldman, 1912
- Rheomys thomasi Dickey, 1928
- Rheomys underwoodi Thomas, 1906